# Ryan Cassata
Ryan Otto Cassata (Stony Brook, Nueva York, 13 de diciembre de 1993) es un músico estadounidense y orador público, así como un hombre transgénero. Cassata habla en las escuelas secundarias y universidades sobre el tema Trans y su transición personal como hombre trans, incluyendo sobre su mastectomía doble realizada con éxito en enero de 2012. Participó de entrevistas en los programas televisivos Larry King Live y The Tyra Banks Show como activista transgénero. Cuando se graduó de la preparatoria Cassata, fue galardonado con el Premio en memoria de Harvey Milk, de 2011. Cassata se ha presentado en festivales de música gay y ha realizado giras en los Estados Unidos de América.